# 福島勝
福島 勝（ふくしま まさる、1938年9月15日 - ）は、日本中央競馬会・栗東トレーニングセンターの元調教師。兵庫県出身（出生地は北海道）。父は福島角一（元調教師）、父方の従兄弟に福島信晴（元調教師）、母方のおじに内田繁三（元調教師）がいる。

## 来歴
1957年におじである京都内田繁三厩舎所属の騎手見習いとなり、1959年に騎手免許を取得、同厩舎よりデビュー。1961年に父の福島角一厩舎所属となる。1966年に騎手を引退し、同厩舎の調教助手へ転身する。騎手成績は中央通算298戦25勝であった。
1974年に調教師免許を取得し、1976年に開業。初出走は同年3月7日阪神競馬第3競走のヤサカマサルで2着、初勝利は4月25日に京都競馬ヤサカマサルで、のべ4戦目であった。
1978年の日本経済新春杯をジンクエイトで制し、重賞初勝利を挙げた（このレースはテンポイントが故障、競走中止したレースでもある。詳細は第25回日本経済新春杯を参照）。1997年に管理馬が地方競馬で初出走し、初勝利を挙げている。2000年にはランドパワーが中山大障害を制し、管理馬がJ・GI初勝利を挙げた。
2008年に定年まで1年を残し調教師を勇退することが2月14日に発表され、2月29日付で引退した。

## おもな管理馬
- ジンクエイト（1978年 日本経済新春杯）
- ダイカツケンザン（1989年 小倉大賞典）
- インターアニマート（1989年 中京記念）
- ランドパワー（2000年 中山大障害）
- テイエムサンデー（2003年 シルクロードステークス）
- メイショウキオウ（2004年 中京記念）

## おもな厩舎所属者
※太字は門下生。括弧内は厩舎所属期間と所属中の職分。
- 田島裕和（1985年-1987年、1998年-1999年 騎手）
- 宝来城多郎（1991年-1993年 騎手）